# Venta Vieja
Venta Vieja är en ort i Mexiko.   Den ligger i kommunen Acapulco de Juárez och delstaten Guerrero, i den södra delen av landet, 260 km söder om huvudstaden Mexico City. Venta Vieja ligger 105 meter över havet och antalet invånare är 227.
Terrängen runt Venta Vieja är huvudsakligen kuperad. Venta Vieja ligger nere i en dal. Runt Venta Vieja är det tätbefolkat, med 397 invånare per kvadratkilometer. Närmaste större samhälle är Tierra Colorada, 6,9 km nordost om Venta Vieja. I omgivningarna runt Venta Vieja växer i huvudsak lövfällande lövskog.